# Hakea flabellifolia
Hakea flabellifolia (лат.) — кустарник, вид рода Хакея (Hakea) семейства Протейные (Proteaceae), эндемик округов Средне-Западный и Уитбелт Западной Австралии.

## Ботаническое описание
Hakea flabellifolia — вертикальный широковетвистый лигнотуберозный кустарник высотой от 0,3 до 1 м. Многоствольная хакея с тонкими вертикальными веточками. Толстые, плоские, веерообразные листья имеют длину 3–8 см и ширину 2–5 см и имеют маленькие нерегулярные тупые зубцы, оканчивающиеся на длинной сужающейся основе. Цветение — с октября по ноябрь. Зелёно-красно-коричневые цветы с сильным запахом расположены в пазухах листьев и вдоль старых ветвей. Слегка шероховатые плоды имеют большие 6 см в длину, 3 см в ширину на вершине и сужаются к основанию со слабовыраженным клювом.

## Таксономия
Вид Hakea flabellifolia был описан швейцарским ботаником Карлом Мейсснером в 1855 году. Видовой эпитет — от латинских слов flabellum, означающего «маленький веер» и folium, означающего «лист», что относится к веерообразной форме листьев.

## Распространение и местообитание
H. flabellifolia эндемична округов Средне-Западный и Уитбелт Западной Австралии. Растёт на песке, суглинках и латеритовом гравии в пустошах от северных песчаных равнин Энеаббы и на юг до Дандарагана. Требует открытого солнечного аспекта с хорошим дренажом.

## Охранный статус
H. flabellifolia имеет статус «не угрожаемый» от правительства Западной Австралии.